# Tazio Nuvolari

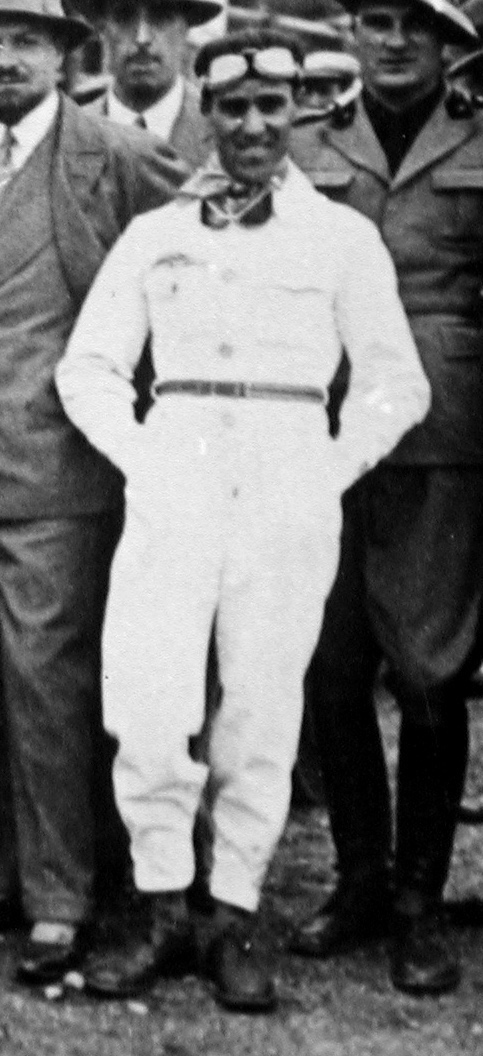
Tazio Nuvolari na přelomu 20. a 30. let

Tazio Giorgio Nuvolari (16. listopadu 1892 – 11. srpna 1953) byl italský motocyklový a automobilový závodník, považovaný spolu s Chironem a Caracciolou za nejlepšího jezdce meziválečného automobilového sportu. Někteří odborníci jej dokonce považují za nejlepšího automobilového závodníka všech dob. Dr. Ferdinand Porsche jej nazval „největším jezdcem minulosti, současnosti a budoucnosti“. Jedinou velkou cenou, kterou nikdy nevyhrál, byla Velká cena Československa na Masarykově okruhu (1930-1937)..

## Život
Nuvolari, přezdívaný Il Mantovano volante (Létající Mantovan), Nivola, Malý velký muž nebo jednoduše Il Maestro, se narodil v Castel d'Ariu u Mantovy Arturovi Nuvolarimu a jeho manželce Elise Zorziové. Jak jeho otec, tak jeho strýc Giuseppe byli motocyklovými závodníky – zvláště Giuseppe, několikanásobný italský mistr, byl Taziovým vzorem. Tazio pracoval v obchodě motorovými vozidly, který si jeho strýc otevřel. 
V roce 1917 se Nuvolari oženil s Carolinou Perinovou. Oba jejich synové zemřeli velmi mladí: Giorgio (1918 – 1937) na myokarditidu a Alberto (1928 – 1946) na nefritidu.
Nuvolari byl muž, který skutečně žil pro závodění. Ani špatné vybavení, ani zranění z jeho nespočetných havárií mu nedokázaly zabránit v jízdě naplno. Nuvolari, známý italským fanouškům jako „Létající Mantovan“ nebo „Velký malý muž“, byl vysoký pouhých 160 cm a brzy zjistil, že nemá svalovou sílu, aby auta tlačil volantem do zatáček. A tak místo toho vyvinul techniku, kdy dal své auto do skluzu na čtyřech kolech a pak skluz ovládal sešlápnutím plynovým pedálem. Je ironií, že nejrychlejší jezdec světa si jako maskota vybral želvu, někdy byla na autě i namalovaná. Peníze pro Nuvolariho, který žil poměrně skromným způsobem, tolik neznamenaly. Měl však své vlastní letadlo. Nuvolari byl také velmi vášnivým fotografem a často ho bylo vidět, jak se svým fotoaparátem prochází v boxech.

## Kariéra před druhou světovou válkou

### Motocykly
Závodní licenci pro motocykl dostal Nuvolari v roce 1915. Jeho kariéru zbrzdila první světová válka, během níž sloužil jako řidič v italské armádě. V závodě tak debutoval až v roce 1920 na Circuito Internazionale Motoristico v Cremoně.
V roce 1925 se Nuvolari stal mistrem Evropy v třídě 350 cm³ díky výhře na Grand Prix Evropy. Velkou cenu národů vyhrál čtyřikrát za sebou (1925 – 1928) a závod na okruhu Lario dokonce pětkrát v řadě (1925 – 1929), vše ve třídě 350 cm³ a na motocyklu Bianchi.
Taktéž v roce 1925 požádala Nuvolariho stáj Alfa Romeo, aby si vyzkoušel jejich závodní vůz. Autu se během závodu zavařila převodovka a Nuvolari měl těžkou havárii, během níž si zranil záda. Navzdory tomu závodil už o šest dní později v Monze, když se předtím nechal přesádrovat tak, aby mohl ovládat motocykl, a zvítězil (podobnou věc předvedl ve své kariéře ještě několikrát).
V zimě roku 1927 se rozhodl vytvořit vlastní automobilový tým pro soutěže Grand Prix se stroji Bugatti. Jejich nákup financoval z peněz získaných prodejem farmy z dědictví po otci. V následujících letech Nuvolari střídal motocykly a automobily. Svůj poslední motocyklový závod absolvoval na okruhu Tigullio v říjnu 1930.

### Nuvolari na čtyřech kolech
V roce 1921 si poprvé vyzkoušel i automobilový vytrvalostní závod. Na okruhu Garda (blízko městečka Salò na západním břehu jezera Lago di Garda) v květnu 1921 obsadil na voze Ansaldo Tipo4 4. místo a o rok později na stejném místě ale s vozem Ansaldo 6AS dojel na 2. místě. Toužil závodit s nejrychlejšími vozy a po několika startech ve vozech Chribiri a Bianchi v roce 1924 se mu podařilo získat místo rezervního jezdce Alfy Romeo na GP Itálie 1925, ale v tréninku na tento závod s vozem Alfa Romeo P2 havaroval. Na okruhu Garda zaznamenal své první vítězství, když 9. října 1927 na Bugatti T35 v tomto závodě zvítězil. Právě pro sezónu 1927 se Nuvolari a jeho týmový kolega na motocyklu a přítel Achille Varzi se rozhodli koupit dvě Bugatti T35. Vozy se nevyrovnaly Alfám Romeo P2, ale Nuvolari přesto dokázal zvítězit dvakrát v roce 1927 (Garda a GP Říma) a čtyřikrát v roce 1928. Nicméně rivalita mezi Nuvolarim a Varzim každým závodem sílila a nakonec Varzi odešel a získal Alfu Romeo P2. 

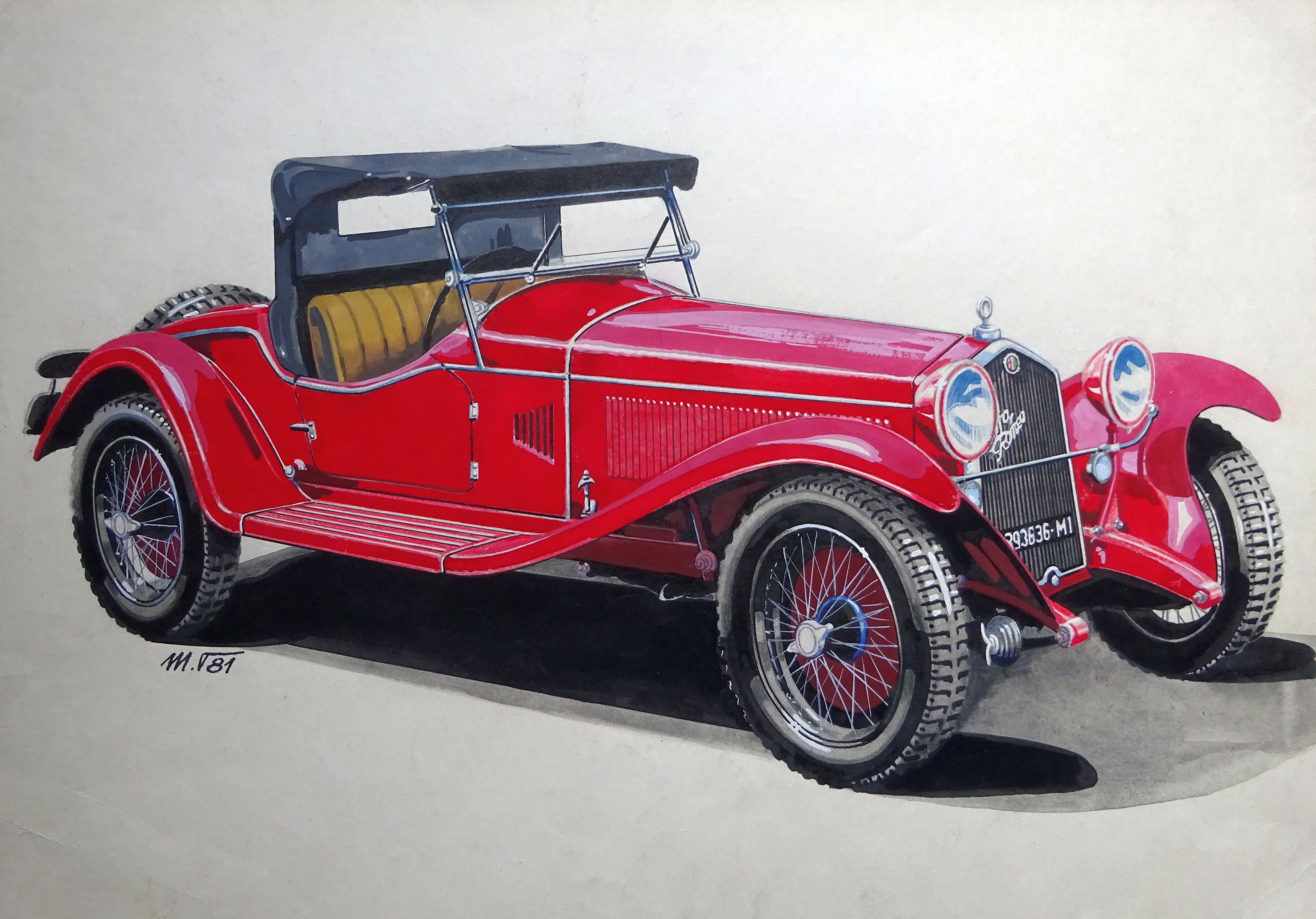
Alfa Romeo 6C-1750 GS, Nuvolari s tímto vozem závodil od léta 1929

Nuvolari následoval jeho příkladu od června vyměnil Bugatti za Alfa - první start 9. června 1929 v Mugellu, kde dojel na 9. místě. V červenci 1929 na Coppa Ciano (okruh Montenero u Livorna) dojel se svou novou Alfou Romeo 6C-1750 GS na druhém místě (v sádrovém korzetu po další havárii na motorce.)
1930

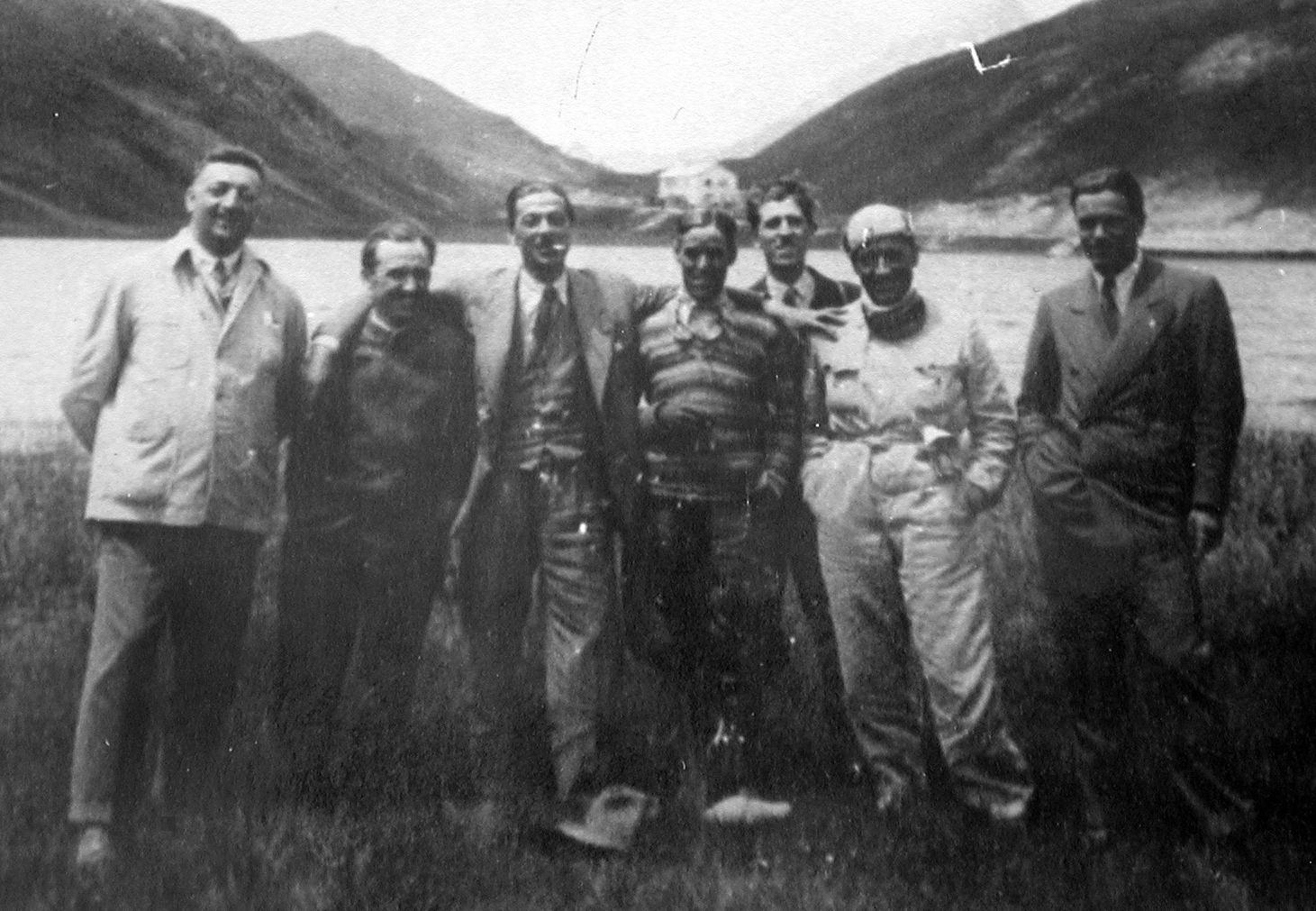
Nuvolari (čtvrtý zleva), s ostatními jezdci Alfy Romeo a Enzo Ferrarim

V roce 1930 mu Enzo Ferrari nabídl, aby se stal jezdcem nově vznikajícího týmu Alfa Romeo. V tomto roce Nuvolari vyhrál svou první RAC Tourist Trophy (podruhé vyhrál v roce 1933). Jedna z legend, které se okolo Nuvolariho kupí, tvrdí, že když jeden ze závodníků rozbil výlohu řeznictví, Nuvolari zajel na chodník a pokusil se vzít si šunku. Sammy Davis, který se toho roku s Nuvolarim seznámil, vzpomíná, že Nuvolarimu se svým způsobem líbily situace, kdy se všechno spiklo proti němu (prý jej nebavilo vyhrávat s nejlepším autem na startu), a že prokazoval velký smysl pro černý humor (když mu Enzo Ferrari koupil zpáteční lístek na Sicílii, kde měl Nuvolari startovat v závodě Targa Florio, Nuvolari mu řekl „Zpáteční lístek? To si říkáte obchodník? Co když mě nazpět povezou v rakvi?“.
V tomto roce Nuvolari a jeho spolujezdec Battista Guidotti vyhráli závod Mille Miglia ve voze Alfa Romeo 6C 1750 GS Spyder Zagato. Bylo to poprvé, kdy někdo tento závod vyhrál průměrnou rychlostí přes 100 km/h (100,450 km/h). Nuvolari v závodě startoval jako druhý za svým velkým rivalem Achille Varzim. Jak bylo pro Nuvolariho typické, nestačilo mu, že (jezdci startovali v půlhodinových intervalech) v závodě vedl – chtěl i dojet jako první. Proto v noci za hluboké tmy, jakmile spatřil na silnici v dálce Varziho světla, vypnul svoje reflektory, aby jej Varzi nemohl vidět ve zpětných zrcátkách, a rychlostí přesahující 150 km/h se řítil za svým soupeřem několik desítek kilometrů. Světla zapnul až v okamžiku, kdy šokovaného Varziho dojel a předjel těsně před cílem v Brescii.
Na podzim 28. září 1930 se Nuvolari zúčastnil 1. ročníku závodu na Masarykově okruhu. Po 1. kole jel na 3. místě za Caracciolou a von Morgenem. Do posledního 17. kola vjížděl na vedoucí pozici Nuvolari před von Morgenem o více než 4 minuty. Po dramatickém závěru zvítězil Heinrich-Joachim von Morgen (Bugatti 35C) v čase 4:54:13 hod. v průměrné rychlosti 101,027 km/h, když v posledním kole předjel – do té doby vedoucího - Tazia Nuvolariho (Alfa Romeo P2). Ten s velkým zpožděním dojel jen jako třetí, protože v době, kdy byl očekáván u cíle jako jistý vítěz závodu, „visel“ na trati u Bosonoh s přehřátým motorem bez vody. Než se mu podařilo opatřit a doplnit vodu, předjeli ho von Morgen a Burggaller.
1931

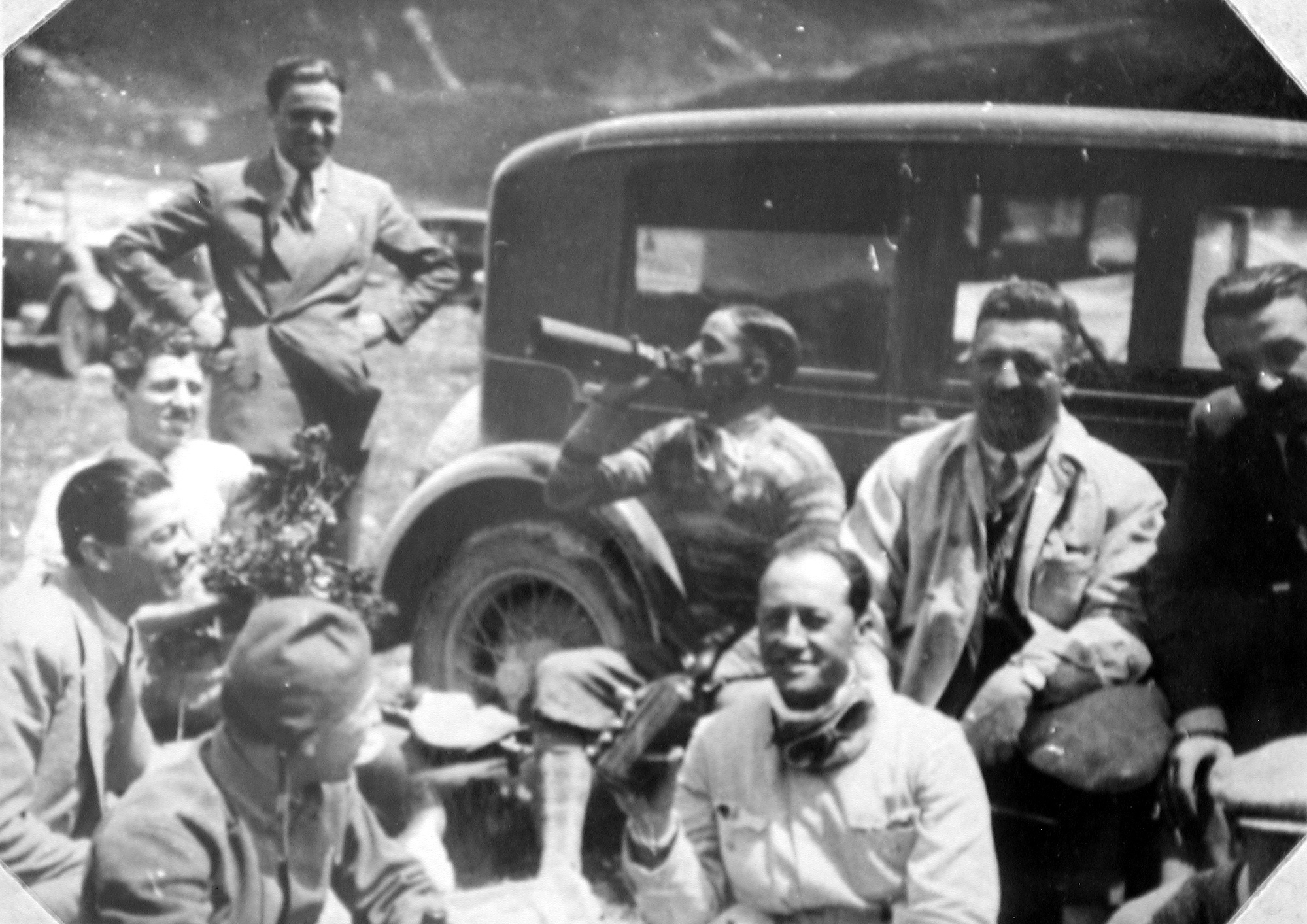
Nuvolari (pátý zleva), s ostatními jezdci Alfy Romeo a Enzo Ferrarim

V tomto roce se Nuvolari rozhodl závodit pouze v automobilových soutěžích. Vyhrál Velkou cenu Itálie, byl druhý ve Velké ceně Belgie a jedenáctý ve Velké ceně Francie. Zvítězil v závodech Targa Florio a Coppa Ciano. Na 2. ročníku Masarykova okruhu odpadl již na počátku 2. kola závodu. Mezi 2. a 3. kilometrem došlo ve vedoucí skupině ke kolizi, která rázem vyřadila tři z nejrychlejších. V tu chvíli byl Borzachini z 2. místa již na prvém, takže do kolize nebyl zapleten. Za ním "ďábelsky rychle" jedoucí Fagioli zavadil o dřevěný mostek zřízený pro přecházení trati a poškodil si vůz. Za ním těsně jedoucí Nuvolari (Alfa Romeo 8C 2300 Monza) se nemohl již vyhnout a najel do jeho vozu, a stejně tak najel do skrumáže vozů i Varzi, který jej následoval. Nehoda skončila pro jezdce na štěstí bez nejmenšího zranění, závod však oloupila o tři piloty, kteří by byli závodu dali mnohem zajímavější a napínavější průběh, než jej měl bez nich. Silný náraz natolik porušil statiku dřevěné konstrukce, že na místo jsou povolání hasiči, kteří pak podpírali dřevěný můstek až do konce závodu.
1932
Nuvolari se díky tomu, že měl – u něj zcela výjimečně – jedno z nejlepších aut té sezóny, Alfu Romeo P3 stal po dvou vítězstvích a jednom druhém místě na evropských velkých cenách mistrem Evropy. Vyhrál navíc Grand Prix Monaka a podruhé Targa Florio (na tento závod vzpomínal jeho mechanik Mabelli: „Nuvolari mi před startem řekl, abych se pokaždé když vykřikne skrčil na podlahu. Výkřik znamenal, že vjel do zatáčky příliš rychle a že je potřeba snížit těžiště auta, aby se nepřevrátilo. Na podlaze jsem byl celý závod. Nuvolari začal křičet v první zatáčce a přestal až v poslední“.  Jeho traťový rekord zůstal nepřekonán dvacet let.
28. dubna toho roku mu italský básník Gabriele d'Annunzio věnoval odznak – zlatou želvu symbolizující opak Nuvolariho rychlosti. Stala se závodníkovým symbolem a talismanem a jeho kanárkově žlutou kombinézu už neopustila. Na 3. ročníku závodu na Masarykově okruhu startoval opět na voze Alfa Romeo 8C Monza za stáj Scuderia Ferrari. Po startu se ujal vedení Borzacchini startující z 2. řady před Chironem a Nuvolarim. Ve druhém kole postoupil do čela "italský snědý ďábel, létající Mantovan" Nuvolari, který se s mokrou vozovkou vyrovnával nejlépe, a brzy převzal čelní pozici. a držel se ve vedení až do 9. kola. V 10. kole došlo k zásadní změně. Nuvolari, přestože na konci 9. kola tankoval a nějaký čas ztratil, jel i nadále v čele s pohodlným náskokem přes 2 minuty. V Pisárkách však vyjel z trati do pytlů s pískem. Než se "vyhrabal" a opravil magneto, klesl na 3. místo za Chirona a Fagioliho. Později znovu vyjel z trati a přerazil pár patníků. Pro potíže se zapalováním (magneto) byl nucen několikrát zastavit v depu. Tím byl jeho osud zpečetěn. Dojel na 3. místě se ztrátou přes 28 minut na vítězného Chirona.
1933
Firma Maserati pro rok 1933 získala do svých "služeb" létajícího Mantovana, jezdce Tazia Nuvolariho, mistra Evropy 1932. Ten v tomto roce na zakoupeném monopostu 8CM vyhrál Velkou cenu Belgie, Coppa Ciano a Velkou cenu Nice. Velká cena Belgie (40 kol/596,6 km), třetí významná Velká cena roku, přilákala 9. července téměř celou elitu evropských jezdců. Závod se stal jedinečným triumfem pro nepřekonatelného Nuvolariho s monopostem Maserati. Nuvolari odstartoval z poslední řady, ale po více než šesti minutách, na konci prvního kola nechal za sebou všechny své nebezpečné protivníky Borzacchiniho, Chirona, Varziho a Dreyfuse. Až v polovině závodu Nuvolari udělal krátkou zastávku ve svém boxu pro palivo a nové pneumatiky. Tím, že Chiron již předjel Borzacchiniho, se dostal do vedení a Varzi byl třetí. Nuvolari se propadl na čtvrté místo a zdálo se, že nemá moc šancí získat zpět ztracenou pozici. Nuvolari však zahájil velkou stíhací jízdu. Nuvolari se během pouhých tří kol posunul ze čtvrtého místa zpět na první místo. Od té doby vedoucí pozici již neopustil a s drtivou převahou zvítězil v průměrné rychlosti 143,6 km/h a ještě v 13. kole zajel nejrychlejší kolo závodu (148,7 km/h). Po vítězství v Livornu (VII. Coppa Ciano, 30. července) zaznamenal 3. vítězství 6. srpna při 2. Velké ceně Nice. Na Coppa Acerbo (Grand Prix Pescary) a na Grand Prix Itálie 6. října obsadil Nuvolari 2. místa. Nuvolari se stal nejúspěšnějším jezdcem roku 1933, nikoli však mistrem Evropy, protože v roce 1933 mistrovství Evropy nebylo asociací AIACR vypsáno.

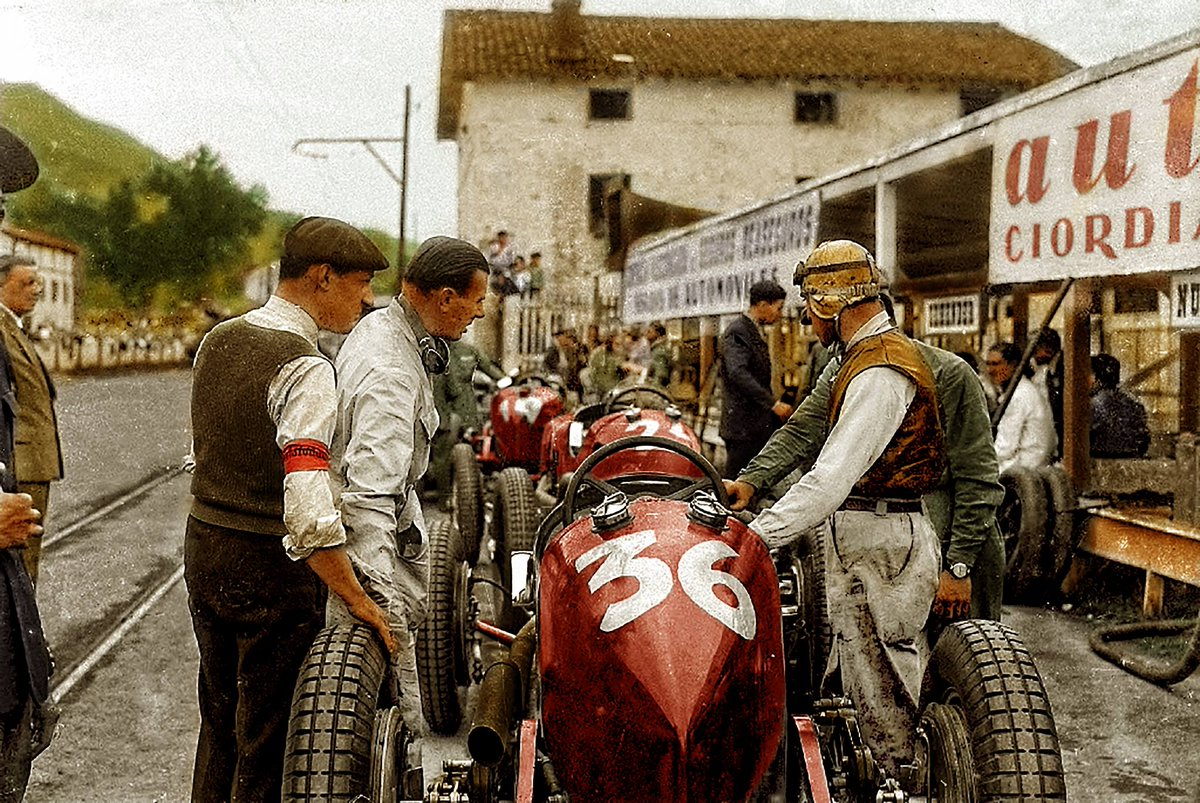
Achille Varzi (vlevo) obhlíží vůz Tazia Nuvolariho (vpravo) před GP Španělska (1933). Varzi na Bugatti T59 dojel v tomto závodě 4. a Nuvolari pro havárii závod nedokončil

„Tazio Nuvolari nebyl jen automobilový závodník. Pro Itálii se stal symbolem, polobohem, legendou symbolizující vše, čeho chtěla mladá Itálie dosáhnout; mužem, který "dokázal nemožné" – ne jednou, ale pravidelně – Davidem, který vítězil nad Goliáši automobilového sportu. Byl to Il Maestro.“ Cyril Posthumus
V tomto roce Nuvolari vyhrál, spolu s Raymondem Sommerem, závod 24 hodin Le Mans. Během závodu se objevila v jejich benzínové nádrži díra, kterou mechanici během zastávek v boxech pokaždé zalepili žvýkačkou. Během závodu devětkrát vylepšil traťový rekord.
Vyhrál také podruhé Mille Miglia, tentokrát s Decimem Compagnonim.
1934
„Ti kteří Nuvolariho obviňují ze ztřeštěnosti by měli mít alespoň tolik poctivosti, aby přiznali, že to byla jedna z nejúchvatnějších ukázek nezdolné odvahy a vytrvalosti všech dob. Takoví lidé vyhrávají závody!“ Francis Curzon, 5th Earl Howe, o Nuvolarim na AVUSu
Po pátém místě na Grand Prix Monaka se soukromým vozem Bugatti se Nuvolari těžce zranil v Alexandrii na Circuito di Pietro Bordino, když se vyhýbal stojícímu autu jiného závodníka. Protože se v nemocnici nudil, nechal si upravit své Maserati tak, aby mohl všechny tři pedály obsluhovat levou nohou, a maje pravou nohu stále v sádře, dojel pátý v silné konkurenci. Noha jej bolela celý rok; navíc jeho Maserati nebylo příliš konkurenceschopné. Po dvouleté přestávce opět přijel do Brna na 5. ročník závodu na Masarykově okruhu.  Po startu byl ve vedení Stuck následován Fagiolim, Nuvolarim a Caracciolou. Ve 4. kole Carraciola v Pisárkách úspěšně zaútočil na Nuvolariho a odsunul jej na 4. místo, ale Nuvolari se nevzdal a v Ostrovačicích byl opět na 3. místě. V tomto pořadí Stuck (Auto Union A), Fagioli (Mercedes-Benz W 25) a Nuvolari (Maserati 6C-34) i závod po 17. kolech skončil.
1935
Nuvolari požádal o zařazení do týmu Auto Union, ale tým jej pod nátlakem Achille Varziho, který nechtěl být ve stejném týmu jako jeho soupeř, odmítl. Nuvolari se proto obrátil na Ferrari, ale byl odmítnut i tam. Tým jej však nakonec přijal na nátlak Mussoliniho. Pro rok 1935 Alfa Romeo svoje vozy Alfa Romeo Tipo B/P3 výrazně inovovala. Dostaly vpředu nové nezávislé zavěšení kol (naprávy Dubonnet) a v motoru přibylo mnoho koní díky zvětšenému zdvihovému objemu na 3165 cm³ s výkonem 195 kW/265 k resp. na 3822 cm³ s výkonem 243 kW/330 k. Vůz se v rozchodu a rozvoru o pár centimetrů zvětšil. V tomto roce dosáhly vozy B/P3 celkem 21 vítězství (okruhy, dálkové závody, vrchy). Do stáje Scuderia Ferrari se vrátil veterán Tazio Nuvolari, zůstal zde Louis Chiron a Mario Tadini, přibyli René Dreyfus a Antonio Brivio.
Na úvod sezony zvítězil v "zimní" Grand Prix Pau (24. února, 80 kol x 2,769 km = 221,5 km), v Poháru města Bergama (19. května, 70 kol x 2,92 km = 204,4 km), na 2. okruhu v Bielle (9. června) a v Grand Prix v Turíně (Parco Valentino, 7. července). Mezitím Tazio Nuvolari dosáhl i na světové rekordy (rychlostní rekord třídy B 5001-8000 ccm na letmý 1 km a na 1 míli). Dne 16. června řídil na dálnici vedoucí z Florencie do Luccy vůz Alfa Romeo 16C Bimotore, který byl postaven firmou Scuderia Ferrari. Byly postaveny dva vozy, jeden se dvěma motory o objemu 2,9 litru pro Chirona a jeden se dvěma motory o objemu 3,2 litru pro Nuvolariho. Vozy byly založeny na Alfách Tipo B/P3 s rozvorem prodlouženým o 15 cm. Vůz používal stejné dvojité kloubové hřídele jako Monoposto a zadní motor byl instalován zády k sobě mezi hřídeli. Sedadlo řidiče bylo přesunuto na horní část převodovky a palivové nádrže na bok karoserie. Nuvolari s tímto vozem dosáhl průměrné rychlosti 324 km/h a maximální rychlosti 365 km/h. Na letmou míli jako první překonal hranici 200 mil/h (200,8 mil/h). Pro úplnost je třeba dodat, že jel v kožené přilbě a neměl nehořlavé oblečení.

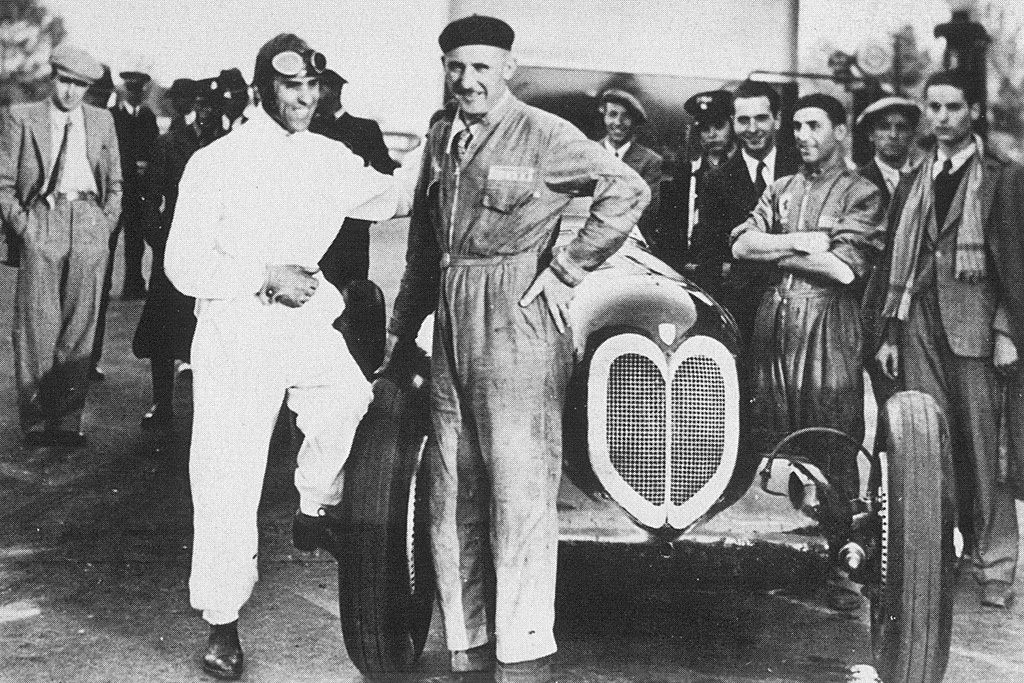
Tazio Nuvolari (vlevo) a Luigi Bazzi (designer) před vozem Alfa Romeo 16C Bimotore 16. června 1935

V tomto roce zaznamenal Nuvolari své životní vítězství, mnohými považované za vůbec největší vítězství v dějinách automobilového sportu.   Na Grand Prix Německa konané 28.července na Nürburgringu, kde Nuvolari jel na čtyři roky staré Alfě Romeo B/P3 (3167 cm³, kompresor, 265HP) proti dominujícím, všechny ostatní porážejícím domácím týmům – pěti Mercedesům Benz W25 (3990 cm³, 8C, kompresor, 375HP, jezdci: Rudolf Caracciola, Luigi Fagioli, Hermann Lang, Manfred von Brauchitsch a Michael Geyer) a čtyřem Auto Unionům Typ B (4950 cm³, 16C, kompresor, 375HP, jezdci Bernd Rosemeyer, Achille Varzi, Hans Stuck a Paul Pietsch), dokázal zvítězit průměrem 120,7 km/h. Odhadem přišlo 250-300 tisíc diváků kolem okruhu plus ti na tribunách a stali se svědky klasiky, jednoho z nejslavnějších závodů Grand Prix všech dob. Poprvé v historii byl start učiněn světelnými signály. Nuvolari z první řady se okamžitě dostal do vedení, ale Caracciola ze třetí řady ho dostihl a za boxy se dostal vedení. Ve 2. kole Nuvolari na mokré trati chyboval, v zatáčce Bergwerk svou Alfu roztočil a vyjel mimo trať. Než se dostal zpět na trať ztratil 25 vteřin, předstihli jej Fagioli, Rosemeyer, Brauchitsch a Chiron. Bitva o vedení pokračovala mezi těmito jezdci, Nuvolari až do 6. kola jezdil na 6. místě, pak začal na osychající trati zrychlovat. V 9. kole byl Nuvolari už 2. za Caracciolou a v 10.kole se dostal do čela, byť vedoucí 3 vozy jely v rozmezí 4 vteřin. V 11. kole vedoucí jezdci tankovali, Nuvolariho mechanikům se „podařilo“ zlomit rukojeť tankovacího čerpadla, a tak se museli vrátit k přelévání paliva z nádob velkým trychtýřem. Temperamentní Tazio zuřivě gestikuloval a nadával, ale nebylo mu to nic platné, ztratil přes 2 minuty a propadl se na 6. místo, ale potom na trati zahájil velkou stíhací jízdu. Po 13. kole byl 4., po 14. již 3., po 15.kole jel na 2. místě o minutu a půl za Brauchitschem. Nuvolari, který jel neuvěřitelným tempem, od 14. do 20.kola dohnal dalších 42,4 vteřiny. V posledním 22. kole byl na Karussellu Nuvolari jen 10 vteřin za Brauchitschem, ale do cíle dojel první létající Mantovan, protože Brauchitschovi na Karussellu praskla levá zadní pneumatika. Von Brauchitsch pokračoval na ráfku, jen aby viděl, jak Nuvolari s Alfou Romeo Typ B/P3 projel a po více než 4 hodinách závod vyhrál. Červená Alfa odmávnuta šachovnicovou vlajkou projela cílem za hrobového ticha tribun, takové bylo zklamání ohromeného davu. Tazio Nuvolari dosáhl svého největšího vítězství a pobil devět německých vozů na domácí půdě. Později byla prohra označena za Neubauerovu manažerskou chybu (uvádí se také, že Brauchitsch pokynů Neubauera nedbal), protože nestáhl Brauchitsche mezi 18. a 21. kolem k výměně pneumatik. I po takové výměně by se Brauchitsch vrátil do čela s pohodlným náskokem. Kvůli organizační chybě, které se dalo předejít, a také kvůli nedisciplinovanému temperamentu von Brauchitsche, bylo téměř jisté vítězství ztraceno. Toto vítězství vešlo do historie jako „Nemožné vítězství“. 300 000 diváků, po chvíli šokovaného ticha, připravilo Nuvolarimu bouřlivé ovace; zato představitelé Třetí říše v publiku byli rozzuřeni.
Po tom úspěchu ještě zvítězil na 9. ročníku závodu Coppa Ciano na okruhu Montenero v Livornu (4. srpna), ve 4. ročníku Grand Prix Nice (18. srpna, 100 kol x 3,214 km = 321,4 km) a na 4. okruhu Modenou (15. září). Na závěr sezóny 29. září se zúčastnil se stárnoucím modelem Alfa Romeo 8C-35 Velké ceny Masarykově v Brně. Po startu v prvních kolech jezdil na 4. místě. Po odstoupení Stucka postoupil na 3. a ve 12. kole poskočil na 2. místo za Rosemeyera. Vítězný Rosemeyer dosáhl prvního vítězství své kariéry, na 2. místě skončil Nuvolari před dotírajícím Chironem. Celkem v roce 1935 vyhrál Nuvolari 8 Velkých cen. 
1936

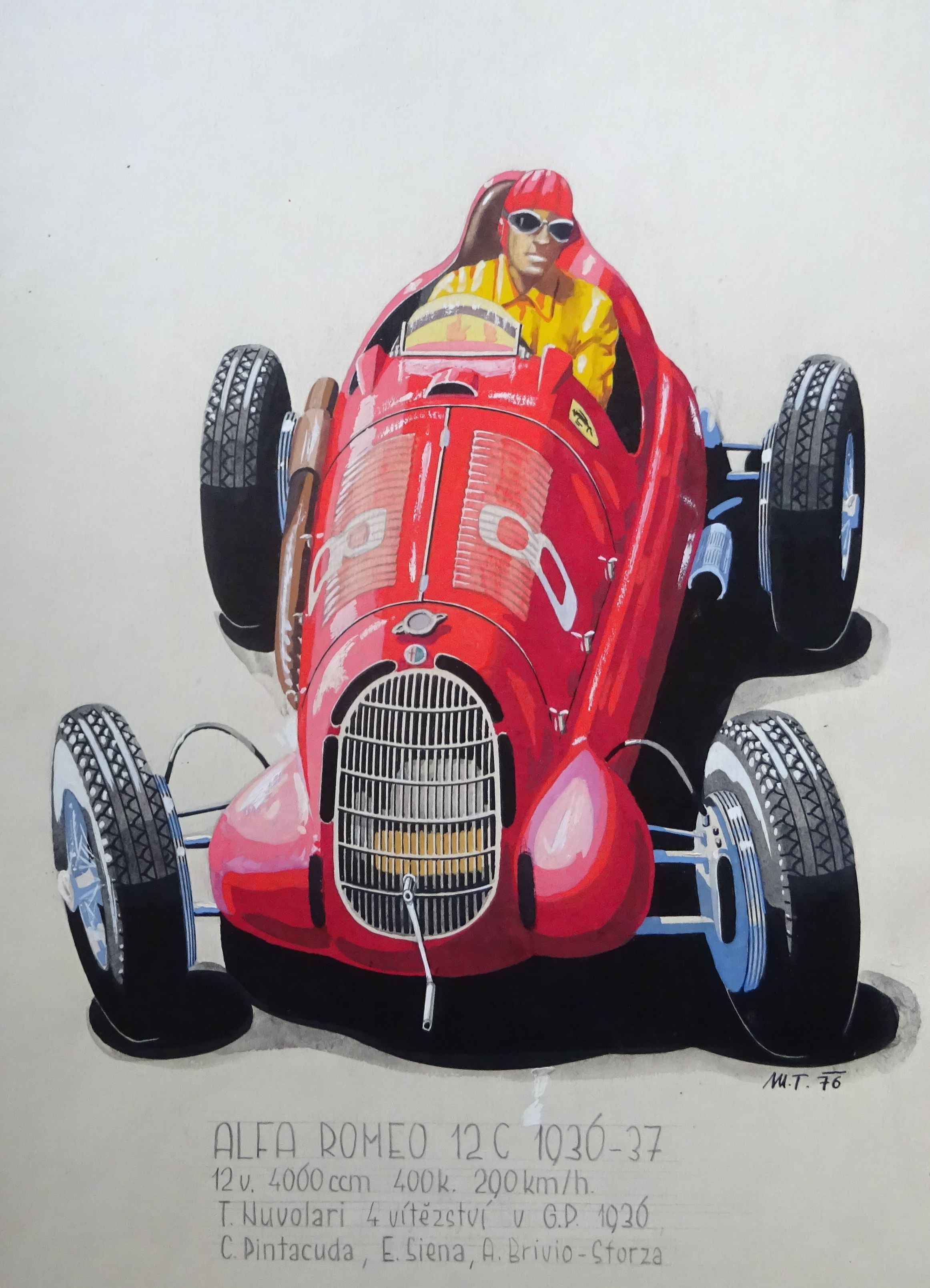
Vůz Alfa Romeo 12C-36, na kterém Nuvolari obsadil v Brně 5. místo (1937)

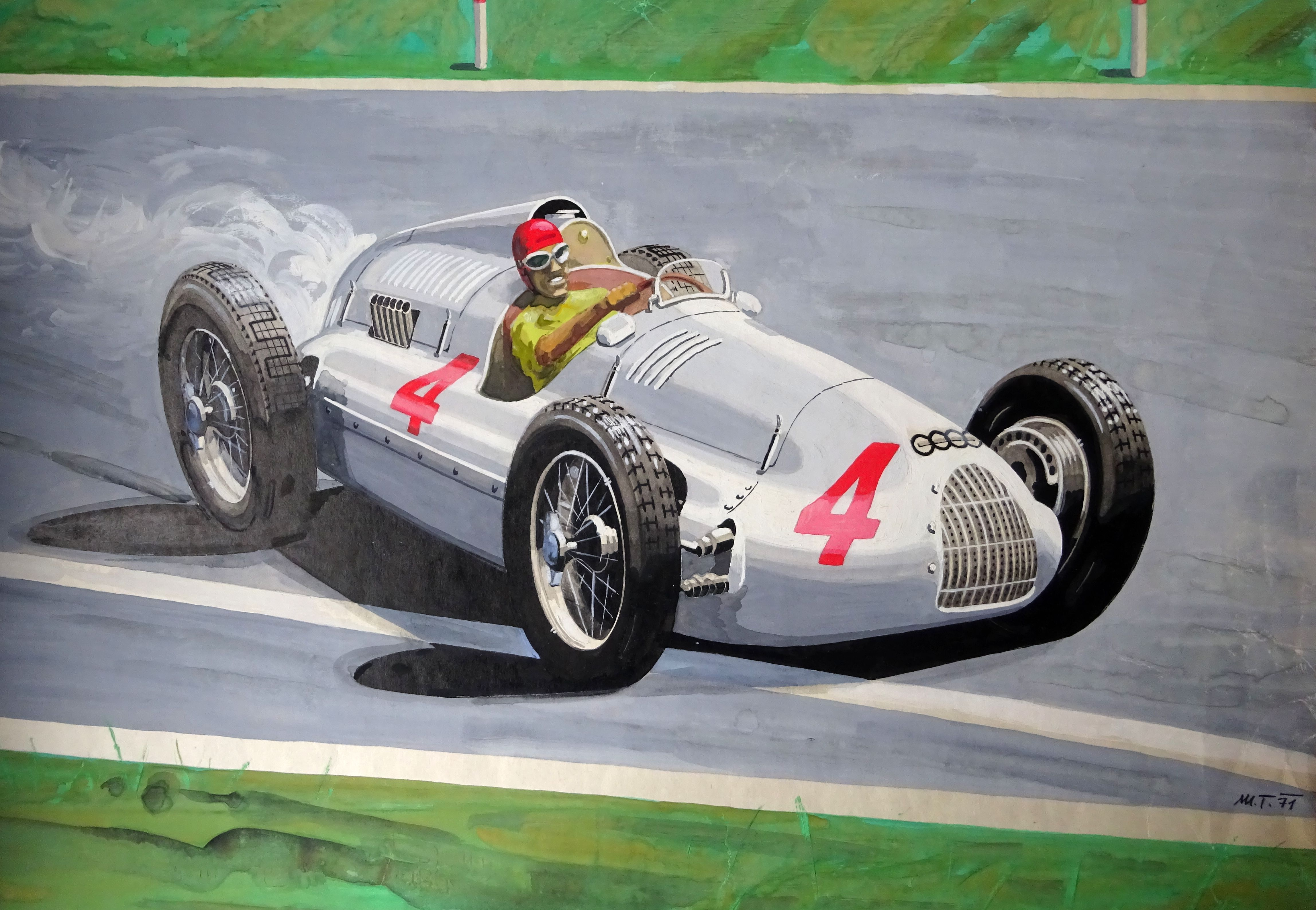
Auto Union Type D, vítěz Tazio Nuvolari při Grand Prix Jugoslávie, 1939

V květnu měl Nuvolari vážnou nehodu, během níž si poranil několik obratlů v tréninku na Velkou cenu Tripolisu. Navzdory tomu, že mohl stěží chodit, dokončil závod na osmém místě. První vítězství nového vozu Alfa Romeo 12C-36 zaznamenal Nuvolari na 7. ročníku Velké ceny Penya Rhin na okruhu Montjuïc 7. června v Barceloně. Za normálních podmínek nebyly závodní vozy Mercedes-Benz a Auto Union v roce 1936 poraženy. Navzdory tomu se Taziu Nuvolarimu v horším voze podařilo čtyřikrát zvítězit nad německými vozy. Italovo vítězství ve Velké ceně Penya Rhin zapůsobilo mnohem více než jeho šťastné vítězství v roce 1935 na Nürburgringu, kde vyhrál Velkou cenu proti německému náporu. Zde v Barceloně Nuvolari porazil čtyři vynikající německé vozy v perfektním stavu. Na starší Alfa Romeo 8C-35 zvítězil 21. června na 1. Grand Prix Maďarska a 28. června na okruhu v Miláně (Parco Sempione, Alfa 12C). a 20. září na 5. ročníku závodu Okruh Modenou opět na Alfě 8C-35. 
Během závodu Coppa Ciano v Livornu (2. srpna) Nuvolari znovu předvedl svou jedinečnou povahu. Jeho nová Alfa Romeo 12C-36 (4064 cm³, 364 HP) měla poruchu hned v prvním kole. Nuvolari se nevzdal. Nechal si zastavit jiné auto svého týmu – shodou okolností to nejslabší (3800 cm³) – a přestože jej manažer přemlouval, ať počká na silnější vůz, Nuvolari jen křičel „Presto! Presto!“, nasedl do vozu, a, překonávaje v každém kole traťový rekord, znovu dotáhl čelo závodu v němž byly silnější německé vozy (Varzi vzpomínal: „Podíval jsem se do zrcátka… ohlédl jsem se a spatřil kanárkově žlutou kombinézu. Nuvolari! Madonna mia!“ a nakonec vyhrál. 
Ještě 20. září zvítězil na 5. ročníku závodu Okruh Modenou opět na Alfě 12C-36. Zde ovšem startovaly pouze italské vozy Alfa Romeo a Maserati. Koncem roku 12. října zvítězil na nejstarším závodě konaném v USA, na Vanderbiltově poháru. Zde se sešla velmi početná (45 startujících), ale nepříliš vyhlášená konkurence. Evropské značky sice zastupovaly Bugatti Type 35, 51 a 59, Maserati V8RI, 6CM a 4CM, ale vesměs starších modifikací a s americkými jezdci. Američané vyslali svoje vozy Miller, Miller-Offenhauser, Duesemberg-Offenhauser, Studebaker atd. Na Rooseveltově závodní dráze (Roosevelt Raceway) v New Yorku na voze Alfa Romeo 12C-36 (Scuderia Ferrari) ujel 75 kol (6,437 kmx75=482,8 km) v čase 4:32:44,4 h a docílil průměrné rychlosti 106,2 km/h. Zajel i nejrychlejší kolo závodu za 3:25,42 min = 112,8 km/h. Jako 3. v tomto závodě dojel na stejném typu Antonio Brivio. Mezi ně se vklínil Jean-Pierre Wimille na voze Bugatti Type 59. Nuvolari za vítězství inkasoval 100 000 USD.
1937
Přes stále se zhoršující kvalitu Alfy Romeo, Nuvolari v týmu zůstal. Dokázal znovu vyhrát Velkou cenu Janova (30. května) a Velkou cenu Milána (20. června). Při závodech v Brně (Velká cena Masarykova 1937) ztratil v závěru na svém voze Alfa Romeo 12C-36 u zadního kola disk i s pneumatikou. To bylo v 10. kole z celkových 15. Pro Nuvolariho to byl již 2. defekt pneumatiky v tomto závodě. Pokračoval však v jízdě na ráfku až do pomocného depa v Ostrovačicích, kde mu dali nové kolo. Do cíle dojel na pátém místě. To bylo jeho nejhorší umístění z 5 dokončených startů na Masarykově okruhu (v roce 1935 skončil na 2. místě a 3x skončil na 3.místě - 1930, 1932 a 1934, v roce 1931 nedojel). Byl to jeden z posledních případů, kdy „Létající Mantovan“ dokončil závod na Alfě Romeo. Mimo dvou defektů měl v závěru potíže se svíčkami, takže dojížděl závod na 11 a potom na 10 válců.
1938
Ačkoli stále zůstával jezdcem Alfy, na jaře jeho vozu vybuchla palivová nádrž a Nuvolari musel ve vysoké rychlosti vyskočit. Byl vážně popálen a zraněn a poprvé v životě zvažoval, zda se závoděním neskončit. Nakonec opustil nespolehlivou Alfu a závodil za Auto Union. Slavný Tazio Nuvolari se k tomuto týmu připojil v polovině sezony a vyhrál Velkou cenu Itálie a v Doningtonu. Stuck na Auto Unionu skončil na 3. místě v Německu. To byl pro tým celkem slabý rok. V mistrovství Evropy na děleném 5.-7. místě skončili Nuvolari, Stuck a Müller (20 b.).
1939
Nuvolari skončil druhý v závodě na Eifelu (Nürburgring) a vyhrál Velkou cenu Jugoslávie v Bělehradu. Těsně po propuknutí druhé světové války (3. září) se konala jugoslávská GP v Bělehradu (městský okruh Kalemegdan Park). Přestože V Bělehradu startovalo pouze 5 vozů, jednalo se dramatický závod. Divoké tempo závodu udali Brauchitsch a Lang na Mercedesech. Alfred Neubauer se snažil svou osobností udržet oba jezdce na uzdě, ale žádný z nich nedbal jeho pokynů. Lang stále dotíral na Brauchitsche, až kámen odlétnuvší od Brauchtischova vozu rozbil Langovi brýle a ještě mu poranil oko. Lang dojel pomalu do depa a vzdal. Neubauer zuřil. Brauchitsch jezdící v čele závodu nikým neatakován se v jedné zatáčce dostal do smyku a udělal hodiny. Na úzké silnici mezi domy nebylo možné vůz otočit. Brauchitsch se vracel po trati proti směru jízdy, když se přiřítil Nuvolari. Skulinou, kterou by se nikdo jiný neprotáhl, "maestro" se štěstím projel. Tím byl závod rozhodnut. Brauchitsch dojel druhý před Müllerem ale o necelých 8 vteřin za Taziem Nuvolarim.
Pro mistrovství Evropy 1939 žádné oficiální výsledky nebyly vydány. Velká cena Itálie (10. září) se vůbec nejela a delegáti AIACR se kvůli válce nemohli sejít. Podle platných pravidel by se mistrem Evropy stal na Auto Unionu Hermann Paul Müller (12 b.), Tazio Nuvolari by byl 4. (19 b.), Rudolf Hasse 6. (20 b.), Georg Maier 8. (22 b.) a Hans Stuck 9. s 23 body. Neoficiálně titul mistra Evropy obdržel i Hermann Lang. Lang obdržel tento titul mistra Evropy od německého automobilového úřadu NSKK místo oficiálního pařížského AIACR. Němci (ONS – Oberste Nationale Sportbehörde für die Deutsche Kraftfahrt) použili systém bodování navržený prezidentem sportovní komise Belgického královského automobilového klubu (alternativní bodový systém podobný tomu, který se používal po válce u formule 1) a podle této alternativy by Lang v pořadí skutečně zvítězil. Nicméně Langův titul z roku 1939 byl tedy podivný a zpochybnitelný, ale i oficiální Mercedes-Benz Group Media ho uvádí jako mistra Evropy 1939. Spor o toto evropské vítězství mezi nejslavnějšími závodními týmu let 1934-1939 stříbrnými šípy Mercedes-Benz a Auto Union trvá dodnes.

## Kariéra po druhé světové válce
1946
Zvítězil v první poválečné Grand Prix v Albi.
1947
S vozem Cisitalia (1100 cm³) skončil druhý na Mille Miglia (o vítězství jej připravila voda v rozdělovači 250 km před cílem).
1948
Naposledy se zúčastnil jak Mille Miglia, jeho vůz, Ferrari 2000 cm³, ztratil během závodu kapotu, zlomilo se pero, a protože prasklo sedadlo, Nuvolari seděl na bedničce od pomerančů; závod nakonec pro naprosté selhání brzd nedokončil, přestože do jeho poloviny vedl.
Jeho poslední Grand Prix byla Grand Prix Remeše. Porouchal se mu vůz, ale opět si nechal zastavit jiný a pokračoval v závodě.
1950
Jeho posledním závodem byl závod do vrchu Palermo-Montepellegrino, kde zvítězil ve své třídě a celkově byl pátý.

## Poslední roky

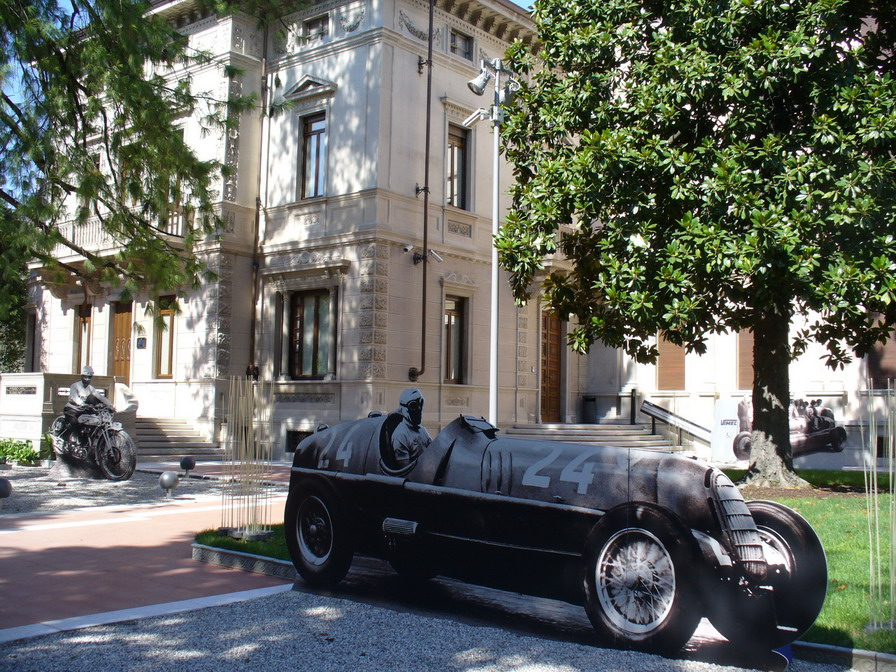
Nuvolariho vila v Mantově na Viale Piave - pamětní místo

Nuvolari trpěl astmatickou plicní chorobou a alergií na výfukové plyny. Přes operaci a používání masky při závodech několikrát vykašlával krev. Nikdy ovšem nevzdal. Zúčastnil se 130 závodů, z nichž 64 vyhrál a 17krát byl druhý. Poměr vyhraných a nedokončených závodů je u něj vyšší než u jiných jezdců. V roce 1952 měl mrtvici, po níž zůstal částečně ochrnut. Zemřel ve své posteli roku 1953 po druhé mrtvici. Na jeho poslední cestě jej vyprovázelo celé město, v němž se ten den zastavil život. Jeho pohřbu v Mantově se zúčastnilo 55 000 lidí; průvod byl míli dlouhý a jeho rakev, umístěnou na automobilovém podvozku, tlačili Alberto Ascari, Luigi Villoresi a Juan Manuel Fangio. Podle jeho přání byl pohřben na hřbitově v Mantově s oblečením, které vždy z pověrčivosti nosil (žlutý svetr s monogramem, modré kalhoty a hnědá kožená vesta) a vedle oblíbeného volantu.
Nuvolariho heslem bylo „Zvítězit nebo padnout“. Enzo Ferrari o něm řekl: „Byl to největší jezdec. Jezdec velkého stylu s nejstatečnějším srdcem. Bojovník, který se ze závodu nikdy nevrátil pokořen“. 
Byl vynálezcem a průkopníkem tzv. „four-wheel drift“, kontrolovaného smyku všech čtyř kol, který později propracovali Juan Manuel Fangio a Sir Stirling Moss.
Byla po něm pojmenována tři auta: Alfa Romeo Nuvola, EAM Nuvolari S1, a Audi Nuvolari Quattro.
V roce 2016 (1.6. – 23. 9.) uspořádalo Národní technické muzeum soubornou výstavu "Italský závodník Tazio Nuvolari". Výstava byla věnována této velké osobnosti meziválečného automobilového sportu, italskému motocyklovému a automobilovému závodníkovi, považovanému za jednoho z nejlepších závodníků všech dob. Představeny byly dobové fotografie, filmové záběry, závodní trofeje i ukázky motorů a automobilů.

## Největší vítězství
| Rok  | Místo                 | Značka                              |
| ---- | --------------------- | ----------------------------------- |
| 1924 | Ravenna, Savio        | Chiribiri Monza (1.5 litru)         |
| 1924 | Padova, Polesine      | Chiribiri Monza (1.5 litru)         |
| 1924 | Lavagna (Tigullio)    | Bianchi 20 (2 litry)                |
| 1927 | Grand Prix Říma       | Bugatti T35                         |
| 1927 | Garda                 | Bugatti T35c                        |
| 1928 | Tripolis              | Bugatti T35c                        |
| 1928 | Pozzo Circuit         | Bugatti T35c                        |
| 1928 | Alexandrie            | Bugatti T35c                        |
| 1930 | Mille Miglia          | Alfa Romeo 6C 1750 GS Spyder Zagato |
| 1931 | Targa Florio          | Alfa Romeo 8C 2300 Monza            |
| 1931 | Coppa Ciano           | Alfa Romeo 8C 2300 Monza            |
| 1932 | Grand Prix Monaka     | Alfa Romeo 8C 2300 Monza            |
| 1932 | Targa Florio          | Alfa Romeo 8C 2300 Monza            |
| 1932 | Grand Prix Itálie     | Alfa Romeo B/P3                     |
| 1932 | Grand Prix Francie    | Alfa Romeo B/P3                     |
| 1932 | Coppa Ciano           | Alfa Romeo B/P3                     |
| 1932 | Coppa Acerbo          | Alfa Romeo B/P3                     |
| 1933 | Mille Miglia          | Alfa Romeo 8C 2300 Spyder Zagato    |
| 1933 | Grand Prix Tunisu     | Alfa Romeo 8C 2600 Monza            |
| 1933 | Alexandrie            | Alfa Romeo 8C 2600 Monza            |
| 1933 | Eifelrennen           | Alfa Romeo 8C 2600 Monza            |
| 1933 | Grand Prix Nîmes      | Alfa Romeo 8C 2600 Monza            |
| 1933 | Grand Prix Belgie     | Maserati 8CM                        |
| 1933 | Coppa Ciano           | Maserati 8CM                        |
| 1933 | Grand Prix Nice       | Maserati 8CM                        |
| 1934 | Grand Prix Modena     | Maserati 6c 34                      |
| 1934 | Grand Prix Neapol     | Maserati 6c 34                      |
| 1935 | Grand Prix Pau        | Alfa Romeo B/P3                     |
| 1935 | Bergamo               | Alfa Romeo B/P3                     |
| 1935 | Biella                | Alfa Romeo B/P3                     |
| 1935 | Turín                 | Alfa Romeo B/P3                     |
| 1935 | Grand Prix Německa    | Alfa Romeo B/P3                     |
| 1935 | Coppa Ciano Livorno   | Alfa Romeo B/P3                     |
| 1935 | Grand Prix Nice       | Alfa Romeo B/P3                     |
| 1935 | Grand Prix Modena     | Alfa Romeo 8C-35                    |
| 1936 | Grand Prix Penya Rhin | Alfa Romeo 12C-36                   |
| 1936 | Grand Prix Maďarska   | Alfa Romeo 8C-35                    |
| 1936 | Grand Prix Milána     | Alfa Romeo 12C-36                   |
| 1936 | Coppa Ciano           | Alfa Romeo 8C-35                    |
| 1936 | Grand Prix Modeny     | Alfa Romeo 12C-36                   |
| 1936 | Vanderbiltův pohár    | Alfa Romeo 12C-36                   |
| 1937 | Grand Prix Janova     | Alfa Romeo 12C-36                   |
| 1937 | Grand Prix Milána     | Alfa Romeo 12C-36                   |
| 1938 | Grand Prix Itálie     | Auto Union Type D                   |
| 1938 | Grand Prix Anglie     | Auto Union Type D                   |
| 1939 | Grand Prix Jugoslávie | Auto Union Type D                   |
| 1946 | Grand Prix Albi       | Maserati 4cl                        |

| Mistrovství Evropy motocyklů 350 cm³ - Mistr Evropy | Mistrovství Evropy motocyklů 350 cm³ - Mistr Evropy | Mistrovství Evropy motocyklů 350 cm³ - Mistr Evropy |
| --------------------------------------------------- | --------------------------------------------------- | --------------------------------------------------- |
| Předchůdce: Jimmie Simpson                          | Tazio Nuvolari 1925                                 | Nástupce: Frank Longman                             |
|                                                     |                                                     |                                                     |

| Mistrovství Evropy automobilů - Mistr Evropy | Mistrovství Evropy automobilů - Mistr Evropy | Mistrovství Evropy automobilů - Mistr Evropy |
| -------------------------------------------- | -------------------------------------------- | -------------------------------------------- |
| Předchůdce: Ferdinando Minoia                | Tazio Nuvolari 1932                          | Nástupce: Rudolf Caracciola                  |
|                                              |                                              |                                              |